# 东新街道 (天津市)
东新街道，是中华人民共和国天津市河东区下辖的一个乡镇级行政单位。

## 行政区划
东新街道下辖以下地区：
松风西里社区、沧浪里社区、环秀东里社区、曲溪西里社区、曲溪中里社区、凤岐里社区、凤岐东里社区、天泉里社区、远翠西里社区、远翠中里社区、远翠东里社区、冠云中里社区、沙柳北路社区、倚虹西里社区和松风东里社区。